# ベーコン裁判

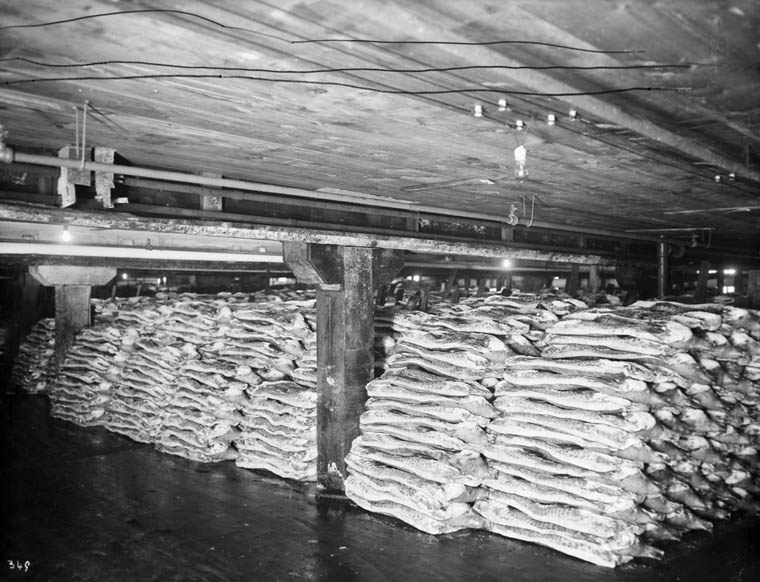
4000枚のベーコンの脇腹肉

ベーコン裁判(flitch trial)は、結婚後1年と1日の間、結婚したことを後悔したことがないと誓うことができる仲睦まじい夫婦に脇腹肉のベーコンの塊(a flitch of bacon)を与える習慣であり、イギリスの山間部で現在も残存する古い伝統である。この伝統はウィッチナーの荘園で少なくとも18世紀まで続けられていたが、現在は屋敷の暖炉の上にあるベーコンの形の彫刻が名残として見受けられるのみである。エセックス州リトル・ダンモウにも、18世紀に行われていた類似の祭典があった。この伝統はいずれの場所でも、少なくとも14世紀まで遡ることができる。ダンモウのベーコン裁判はチョーサーに言及されたことがある。どちらの場においてもベーコンはめったに授与されず、非常に珍しい。
ダンモウの伝統はウィリアム・ハリソン・エインズワースの本The Flitch of Baconに大いに影響され、ヴィクトリア朝時代に復活した。ベーコン裁判はグレート・ダンモウで現在も行われている。推薦された夫婦を詰問し、裁定に値しないことを証明するために弁護士が雇われる。
ベーコン裁判の伝統はヨーロッパ本土のグレートブリテン島外部に存在し、サクソン時代まで遡れるという証拠がある。歴史家のH・A・ガーバーはベーコン裁判の儀式の起源と、北欧神話の神フレイの礼拝で猪肉が食べられるユールの祝祭を結び付けた。

## ウィッチナー

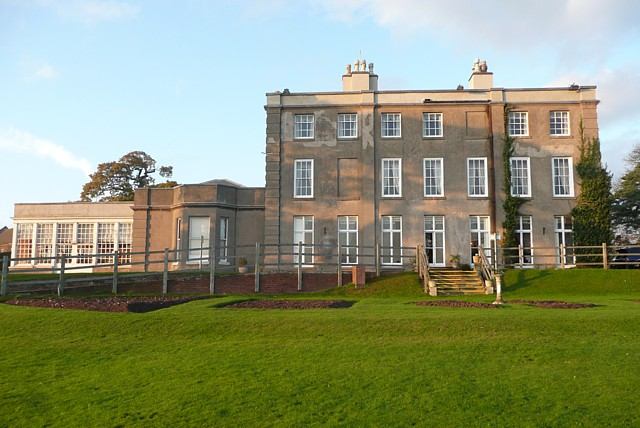
現在のウィッチナーホール

スタッフォードシャー州リッチフィールド近郊のウィッチナー荘園（現ウィッチナーホール）は、エドワード3世に治世下10周年(1336年)のランカスター伯爵からフィリップ・ド・サマヴィルに少額で以下の条件により付与された。「四旬節を除く毎日、ウィッチナーのホールにベーコンを掛けなければならない。このベーコンは結婚後1年と1日の間、他の誰にも心が移り変わらなかったと誓った後、ベーコンを欲しがる人に与えられる」
夫婦はサー・フィリップの前で誓いを立てることになっていた。夫婦は誓いが真実であることの証人として2人の隣人を提示することが要求された。仲睦まじいということが認められた夫婦はベーコンをもらい、祝福を受けたが、これは頻繁に起こることではなかった。ホレス・ウォルポールは1760年にウィッチナーを訪れた。彼はベーコンは30年間要求されておらず、本当のベーコンの脇腹肉はもはや荘園で準備されていなかったと報告した。木に彫られた代用品は現在メインホールの暖炉の上に飾られており、恐らく最初の公有地の給与状態を満たし続けるためである。 
ウォルポールはすっかりベーコン裁判に取り憑かれ、いくつかの手紙で彼の友人にこの伝統について話していた。アイルズベリ伯爵夫人（レディ・キャロライン・キャンベル。第4代エギル伯爵ジョン・キャンベルの娘であり、第3代アイルズベリ伯爵及び第4代エルギン伯爵チャールズ・ブルースの寡婦であるが、この段階ではH・S・コンウェイと結婚）への手紙で、ウォルポールは冗談で彼女がベーコン裁判をしにウィッチナーへ来ないことを叱った。
匿名のユーモアのある作品が1714年のジョセフ・アディソンの『スペクテイター』に現れ、その中で応募者の質の低さという点で授与されるベーコンの希少さが説明されると書かれている。著者は出典が Register of Whichenovre-hall であると主張するが、実際その作品が全くの作り話であることはたしかである。この説明によると、最初に裁判を受けた夫婦は初めは裁判が上手くいっていたが、どのようにベーコンを下ごしらえするかで言い争いになり、ベーコンは取り上げられた。他の夫婦は、しぶしぶ参加した夫が尋問の間に妻にびんたされたため失敗した。ハネムーンの直後に申し込んだ夫婦は尋問を通過し終えたものの、過ごした時間が不十分だったため一枚のベーコンの薄切りのみが与えられた。この伝統の最初の世代に成功を収めたたった2組の夫婦の内の1組は、実のところ結婚してから1年以上も会っていない船の船長とその妻であったという。
既婚の夫婦と同様、ベーコンの脇腹肉はウィッチナーで聖職を離れてから1年と1日が経った男性にも与えられていた。

## ダンモウ

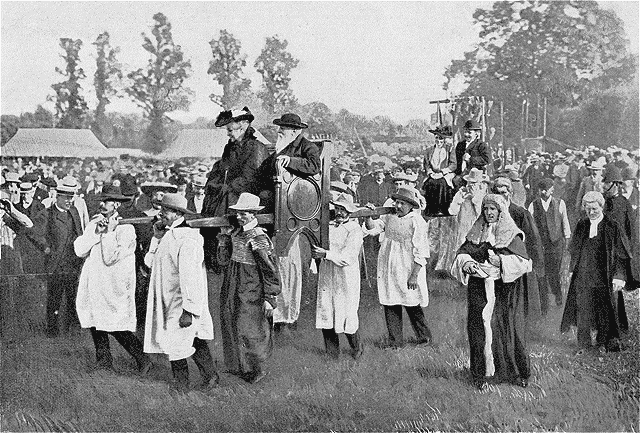
1905年のダンモウベーコン祭り

エセックスのリトル・ダンモウ修道院で、ベーコン裁判におけるとてもよく知られた実例が起こった。これは一般的にロバート・フィッツウォルターの家族によって13世紀に制定されたと考えられている。14世紀に書かれたW. W. スキート牧師のメモ、The Vision of William Concerning Piers the Plowman によると、結婚後12ヶ月間の間、争いごとも後悔もなく幸せだった夫婦にはベーコンが与えられることになっていた。 
ジェフリー・チョーサー(c.1343–1400)の『カンタベリー物語』に収録されている「バースの女房の話」の序章で、出典を明確にするような既に読者によく知られている書き方で言及されている。18世紀半ばまでベーコンの授与が続けられており、最後に裁判で勝った記録は1751年6月20日であった。この最後のベーコン裁判は、後に版画を製作するために当時スケッチをしに出席した芸術家のデイヴィッド・オグボーンによって記録されている。彼の絵はその後出典題材としてエインズワースの小説 The Flitch of Bacon で使われた。1854年のエインズワースの小説は、何らかの形で現在まで続いていた習慣を復活させ、現在でも閏年毎に開催されるほど非常に人気がある。
行われた誓いはウィッチナーの誓いと非常に似ている。夫婦は誓いを立て、誓いの文句を唱えながら中庭の鋭い石の上に跪く必要があった。誓いを立てた後、ウィッチナーと同じように夫婦は派手な式典で獲得したベーコンと共に街中をパレードする。
歴史的なダンモウのベーコン裁判は合計6回しか成功したことで知られていないが、まだ不明なものがあると思われる（考えられるものの中ではモンタギュー・バーゴインとその妻エリザベスの例がある）。うち3つは修道院の解散に先立つもので、リチャード・セント・ジョージの家の記録から知られており、さらに3度の授与例が現在大英博物館にあるダンモウの荘園の裁判所の記録から知られている。修道院の解散後、ベーコン裁判が再び行われるまでに長い期間があったが、この伝統は1701年にトーマス・メイが修道院の所有者になった時に復活した。
| No. | 夫                         | 職業           | 妻       | 住所                        | 日付                               |
| --- | -------------------------- | -------------- | -------- | --------------------------- | ---------------------------------- |
| 1   | リチャード・ライト         |                |          | Badbourge（ノリッジの近く） | ヘンリー6世治世の23年目 (1444/45)  |
| 2   | スティーヴン・サミュエル   |                |          | Little Ayston               | エドワード4世治世の7年目 (1467/68) |
| 3   | トマス・リー               | 毛織物の仕上工 |          | Coggeshall（エセックス）    | 1510                               |
| 4   | ジョン・レイノルズ         |                | アン     | Hatfield Regis              | 1701年6月27日                      |
| 5   | ウィリアム・パーズリー     | 肉屋           | ジェーン | Much Eyston                 | 1701年6月27日                      |
| 6   | トマス・シェイプシャフト   | 織工           | アン     |                             | 1751年6月20日                      |
| 6   | ジョン・シェイクシャンクス | 羊毛すき       | アン     | Wethersfield                | 1751年6月20日                      |

1772年6月12日にジョンとスーザン・ギルダーがベーコンをもらおうと試みた。夫妻は自分たちの要求についてしかるべき通知を出しており、多くの見物人が集まった。しかしながら、荘園領主は儀式を行わないように命じており、入れないように修道院の門を釘付けにして閉めてしまった。1809年までにはこの伝統は完全に廃れていた。1832年、引退したチーズ職人のジョサイア・ヴァインがベーコンをもらおうという要求をまた行い、レディングから妻を連れて訴え出るためダンモウまで旅してきた。ヴァインも、リトル・ダンモウの非常にそっけない執事により裁判を拒否されてしまった。1837年10月8日、『ジョン・ブル』が、サフロン・ウォールデンとダンモウの農業協会がこの習慣を復活させたと報道した。しかしながら一見したところ、このベーコンは年に一度の協会の正餐会でふるまわれただけだったようである。1851年にフェルステッドの夫婦が同様に修道院での裁判を拒否されたが、2人がベーコンに値すると考えた近くのグレート・ダンモウの人々により、ベーコンを贈られた。

### 現在のベーコン裁判

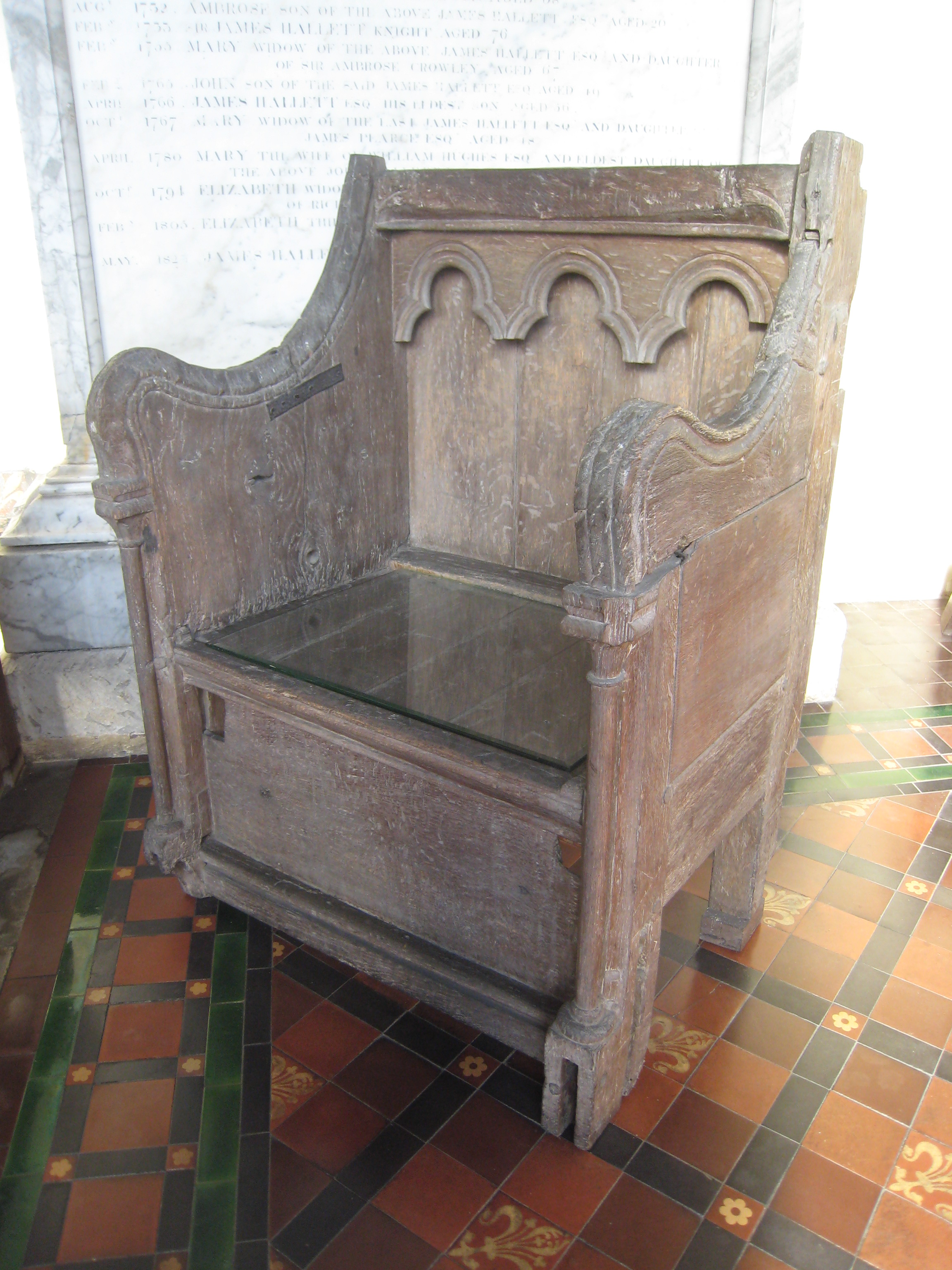
古いベーコン椅子

エインズワースが1854年に刊行した小説が大変な人気を得たため、ベーコン裁判はヴィクトリア朝に復活することとなった。1855年、復活後最初のベーコン裁判の儀式が行われたが、エインズワース自ら、2塊のベーコンを寄付して伝統の再生に協力した。それ以来、二度の世界大戦による中止を除くと、この儀式は何らかの形で継続して行われている。まだ食料が配給制の時代であったにもかかわらず、第二次世界大戦後の最初の儀礼が1949年に行われた。現在の裁判は4年に一度、閏年に行われている。次の実施は2020年である。ダンモウベーコン裁判委員会がイベントを組織しており、寄付してくれたスポンサーのためにベーコンを節約すべく、応募者を尋問する顧問を雇う。裁判の決着は陪審員がつける。
儀式が最初に復活した際、夫婦がひざまずくのに使ったもともとの石はどけられ、うまくいった場合に座って運んでもらう椅子も恒久的にリトル・ダンモウ修道院で保管されることになった。しかしながら、現代の儀礼では両方ともかわりのものが使われている。現代の裁判は、もともとこの習慣が行われていた小さな村であるリトル・ダンモウではなく、近くのグレート・ダンモウの町で行われる。ダンモウは、ベーコン裁判の習慣を21世紀まで続けている唯一の場所だと名乗っている。

## 起源
ダンモウのベーコン裁判儀礼は13世紀にフィッツウォルター家が始めたとされているが、より昔のノルマン人やサクソン人の時代までさかのぼるとする者もいる。リトル・ダンモウ修道院が創設された1104年のことだと示唆する者もいる。これについては、既にダンモウのベーコン裁判はチョーサーの「バースの女房の話」やウィリアム・ラングランドの『農夫ピアズの夢』といった古い著作でもよく知られたものとして出てくることも理由の一部としてあげられている。『アングロサクソン年代記』にある記述をダンモウのベーコン裁判に言及しているものだと読解する者もいる。
ベーコン裁判はかつてはもっと広く行われていた可能性もある。ブルターニュのレンヌにある聖メラニー修道院でもベーコン裁判の伝統があり、ここではベーコンは申し出る者がいないまま6世紀もぶらさげられていたという言い伝えがある。ウィーンでもベーコンではなくハムが賞としてもらえる似たような習慣がある。ハムは街の門にかかっていたが、これを勝ち得ることになった者は登って自分でハムをとってくるよう期待されていた。ある勝者は、ハムを持って戻ってくる間にコートが汚れたら妻が怒るだろうとうっかり口を滑らせてしまった後、賞を没収されることとなった。
歴史家のH・A・ガーバーは、この伝統はゲルマン人がキリスト教以前に行っていた祝祭で、現在ではクリスマスと不可分な形で融合しているユールに関連する古代ノース人の習慣までさかのぼるという仮説を立てている。ガーバーはユールは主にトールの神に捧げられたものだが、猪グリンブルスティに乗った神であるフレイにとっても重要であったと論じている。ユールにはフレイを称えるべく猪を食べることになっており、猪は評判に曇りのない男しか切ることができない。ガーバーは、フレイは感謝と調和の守護神であり、こうしたものを望む結婚した夫婦がよく祈りを捧げていたと述べており、このせいで定められた期間の間、実際に仲良く暮らすことに成功した夫婦が野生の猪の肉をふるまわれる習慣ができたと論じる。ガーバーによると、野生の猪がベーコンになり、この伝統がベーコン裁判の習慣に作った。

## 受容
ウィリアム・ハリソン・エインズワースの小説 The Flitch of Bacon には The Custom of Dunmow: A Tale of English Home という副題がついており、1854年に初めて刊行された。中心的なプロットはダンモウのベーコン裁判をめぐるもので、主人公はベーコンをもらおうと画策し、ふさわしい相手を見つけようと次々にいろいろな女性と結婚する。この本における儀礼の描写は、1751年に最後の儀礼を目撃したデイヴィッド・オグボーンの絵に部分的に基づいている。
エインズワースの小説では主人公が The Flitch of Bacon というパブを経営していたが、この名前のパブがリトル・ダンモウに存在する。
1779年にウィリアム・シールドとサー・ヘンリー・ベイト・ダドリーが The Flitch of Bacon というコミックオペラを作った。

1952年に作られた Made in Heaven という映画では、デイヴィッド・トムリンソンとペトゥラ・クラークがダンモウでベーコンをもらおうとする夫婦を演じている。

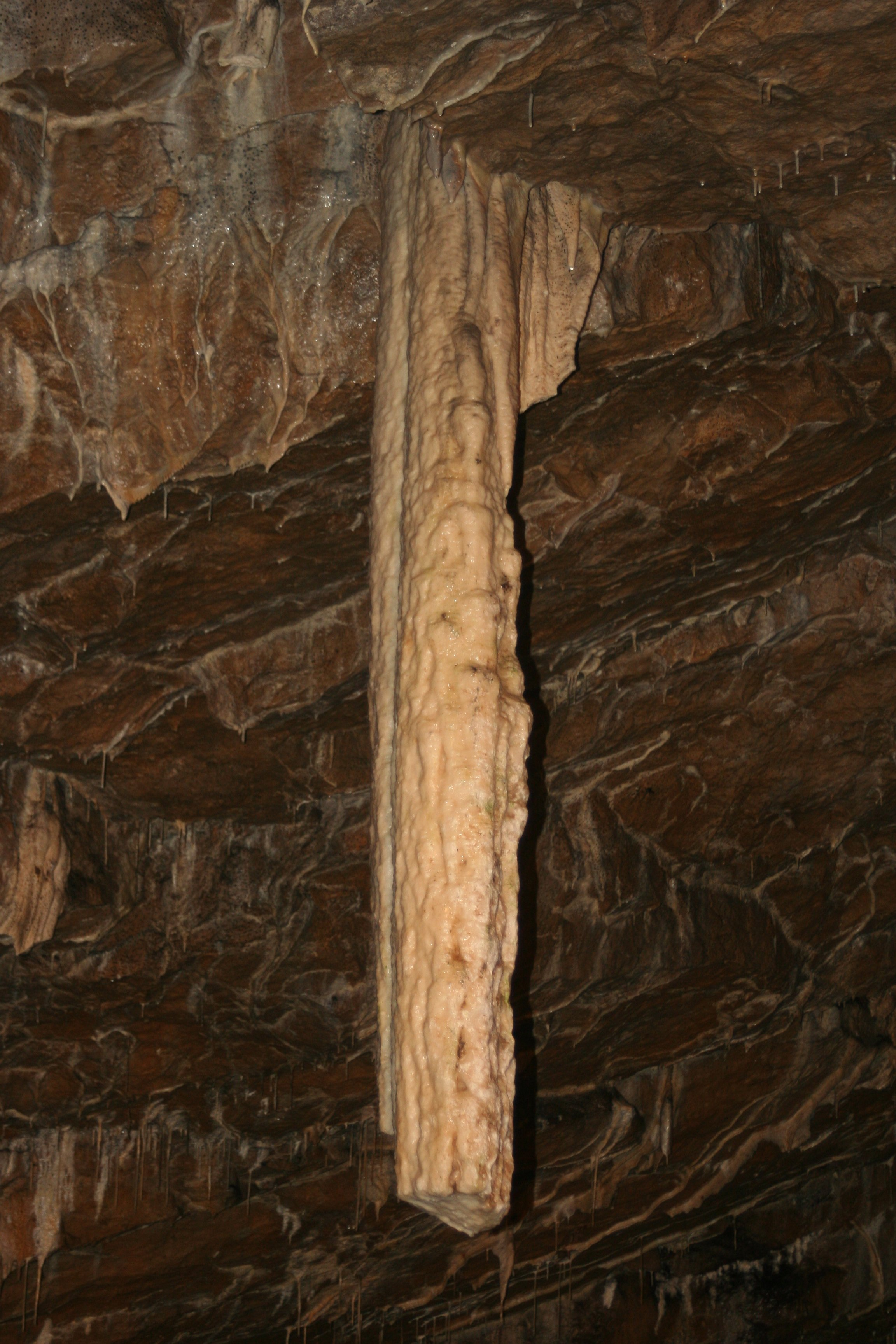
バクストンのプールズ・キャヴァーンにあるベーコン裁判鍾乳石